# Rosyjska Imperatorska Marynarka Wojenna

Proporzec rosyjskiej imperatorskiej marynarki wojennej

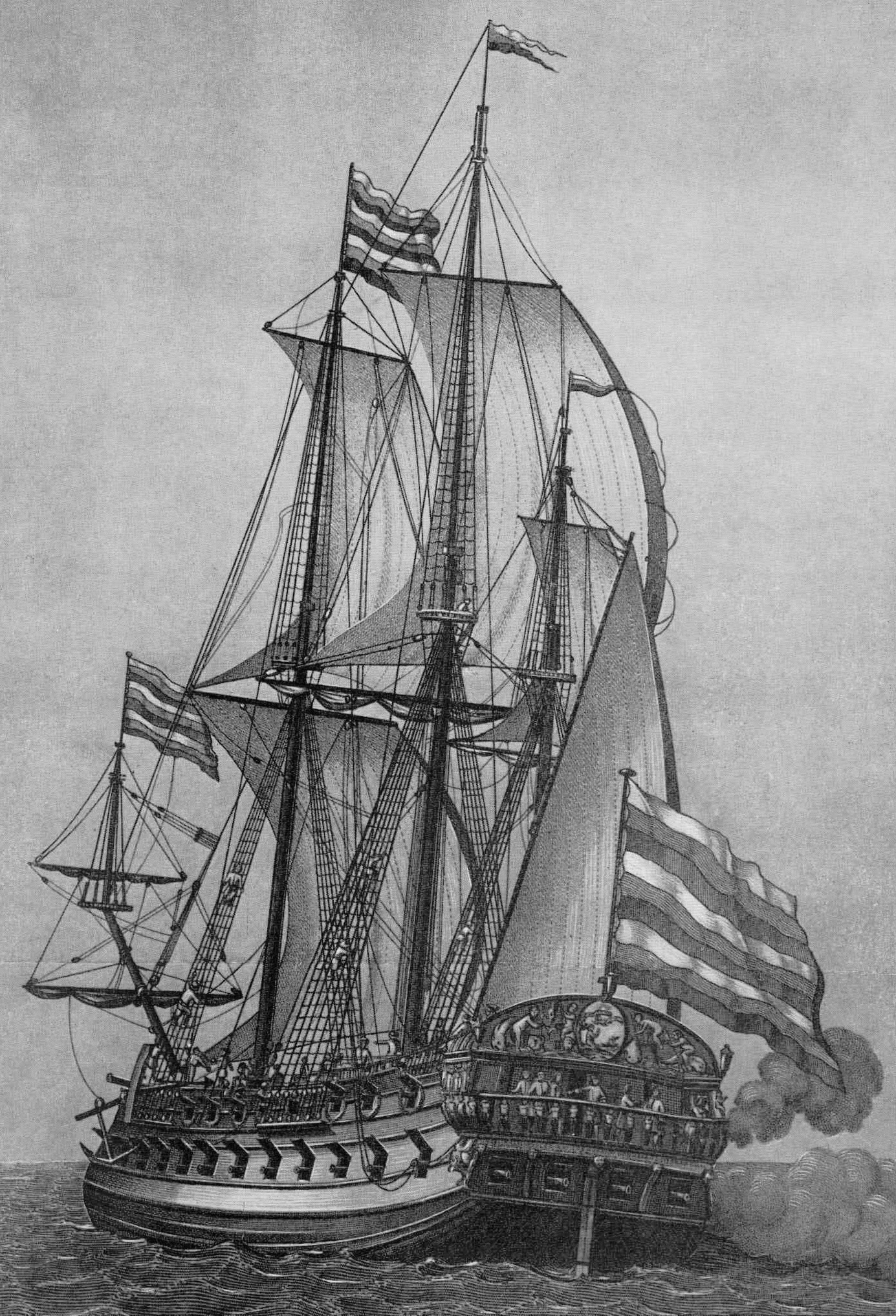
"Predestynacja"

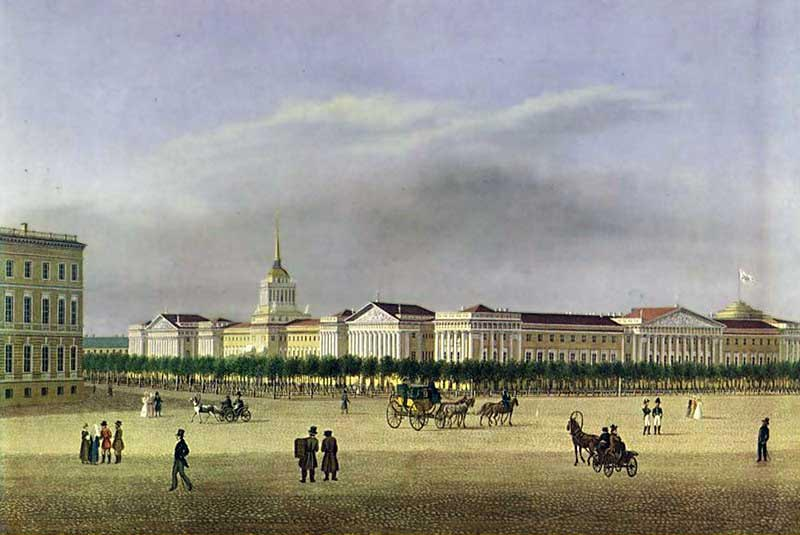
Siedziba rosyjskiej admiralicji

Rosyjska Imperatorska Marynarka Wojenna (ros. Российский императорский флот, Rossijskij impieratorskij fłot) – jeden z rodzajów sił zbrojnych (marynarka wojenna) Imperium Rosyjskiego, istniejący od XVII wieku do wojny domowej w Rosji.

## Początki
Za rządów cara Michała I Romanowa w 1636 w Bałachnie (ros. Балахна) duńscy stoczniowcy z Holsztynu zbudowali trójmasztowy okręt według europejskiego projektu. Był to pierwszy uzbrojony okręt zbudowany w Rosji – na trzydzieści lat przed pierwszą rosyjską fregatą „Orzeł”. Otrzymał nazwę „Frederik” od imienia holsztyńskiego księcia Friedricha III – zleceniodawcy przedsięwzięcia. W czasie dziewiczej podróży po Morzu Kaspijskim okręt niefortunnie znalazł się na obszarze silnego sztormu i zatonął.

## Wojna rosyjsko-japońska
Wojna rosyjsko-japońska 1904–1905 była katastrofą dla rosyjskiej marynarki, która utraciła większość posiadanych ciężkich okrętów, zadając niewielkie straty wrogowi. Nocą z 8 na 9 lutego 1904 japońska flota pod dowództwem admirała Heihachirō Tōgō rozpoczęła wojnę zaskakującym atakiem okrętów torpedowych na rosyjskie okręty Eskadry Pacyfiku w bazie Port Artur w Chinach, ciężko uszkadzając dwa pancerniki i rozpoczynając dziesięciomiesięczne walki eskadry w obronie Port Artur. Następnego ranka doszło do nierozstrzygniętego starcia z japońskimi siłami głównymi pod Port Artur.
W marcu wiceadmirał Stiepan Makarow objął dowództwo rosyjskiej Eskadry Pacyfiku, mając na celu stworzenie planu przedarcia się z zablokowanego portu. W tym czasie obie strony konfliktu rozpoczęły wojnę minową (był to pierwszy przypadek w historii, gdy miny zostały użyte do celów ofensywnych. Dotychczas były używane wyłącznie do celów defensywnych, obrony własnych portów).
Japońska taktyka zastosowania ofensywnych zagród minowych okazała się efektywna, uniemożliwiła rosyjskim okrętom wyjście poza Port Arthur. 12 kwietnia 1904 dwa rosyjskie pancerniki, flagowy „Pietropawłowsk” i „Pobieda” weszły w pobliżu portu na japońskie miny. Rosyjski okręt flagowy zatonął w ciągu godziny, wraz z admirałem Makarowem, drugi pancernik został odholowany do portu na rozległy remont.
Rosjanie z kolei stawiali defensywne zagrody minowe i na takiej zagrodzie 15 maja 1904 zatonęły w pobliżu Port Artur dwa japońskie pancerniki „Yashima” i „Hatsuse”.
Rosyjska flota podjęła próbę wyjścia z oblężonej twierdzy i przejścia do Władywostoku, ale została przechwycona. W toku bitwy na Morzu Żółtym nie został wprawdzie zatopiony żaden okręt, lecz rosyjska eskadra musiała porzucić zamiar przerwania. Ocalałe w tym starciu rosyjskie okręty schroniły się w twierdzy, gdzie były kolejno zatapiane przez artylerię wojsk oblegających. Próby przerwania oblężenia od strony lądu także zawiodły i po bitwie o Liaoyang pod koniec sierpnia Rosjanie wycofali się do Mukden (Shenyang). Port Artur padł ostatecznie 2 stycznia 1905 po serii okupionych wysokimi stratami ataków. Z 7 pancerników eskadry, sześć zostało zatopionych (z tego cztery Japończycy podnieśli i wcielili do służby), a tylko jeden „Cesarewicz”, internowany w porcie neutralnym po bitwie na Morzu Żółtym, po wojnie powrócił do Rosji.
Rosjanie przygotowali wzmocnienie swojej floty dalekowschodniej poprzez wysłanie części Floty Bałtyckiej (Druga Eskadra Pacyfiku, do której dołączyła jeszcze Trzecia Eskadra) pod dowództwem admirała Zinowija Rożestwienskiego do Azji. Podróż dookoła Przylądka Dobrej Nadziei liczyła ponad 18 000 mil. 21 października 1904 podczas przechodzenia w pobliżu Wielkiej Brytanii (która była sojusznikiem Japonii, ale pozostała neutralna w tej wojnie) nieomal sprowokowano wojnę, gdy w czasie incydentu w Dogger Bank rosyjskie okręty ostrzelały brytyjskie kutry rybackie, sądząc, że są one japońskimi torpedowcami.
Czas trwania rejsu Floty Bałtyckiej sprzyjał admirałowi Tōgō, który mógł się dobrze przygotować na przybycie wroga i przeanalizować plan powstrzymania go przed dotarciem do Władywostoku. Przechwycił rosyjskie okręty w rejonie Cieśniny Cuszimskiej pomiędzy Koreą a Japonią i stoczył z nimi bitwę pod Cuszimą (27–28 maja 1905). Słabsza, ale nowocześniejsza japońska flota, o większej prędkości i celności artylerii oraz lepiej dowodzona rozbiła rosyjską formację, zatapiając bądź przechwytując wszystkie osiem rosyjskich pancerników.

## Rekonstrukcja przed I wojną światową
Po przegranej wojnie rosyjsko-japońskiej Rosja z pozycji trzeciej siły morskiej świata spadła na szóste miejsce. Cesarz Wszechrusi Mikołaj II utworzył w 1906 oddzielne Ministerstwo Morskie i sztab morski. Ambitny program rozbudowy floty został zgłoszony do Dumy w 1907 i 1908, ale nie został przegłosowany. Kryzys bośniacki w 1909 zmusił rządzących do przewartościowania planów; dla Floty Bałtyckiej zamówiono nowe pancerniki (typ Gangut), krążowniki i niszczyciele. Pogarszające się relacje z Imperium Osmańskim spowodowały, że zamówiono także nowe okręty typu Impieratrica Marija dla Floty Czarnomorskiej. Łączne rosyjskie wydatki na marynarkę wojenną w latach 1906–1913 wynosiły 519 milionów dolarów, co dawało Rosji piątą pozycję za Wielką Brytanią, Niemcami, USA i Francją.
Program przezbrojenia obejmował także budowę kilku okrętów (w tym np. krążownika „Ruryk”) i maszynowni zamówionych w obcych firmach). Po wybuchu I wojny światowej okręty i wyposażenie budowane w Niemczech zostały skonfiskowane. Ekwipunek z Wielkiej Brytanii (np. wyposażenie pancernika „Impierator Aleksandr III”) bardzo wolno docierał do Rosji, bądź był przejmowany przez zachodnich aliantów.

## I wojna światowa

### Morze Bałtyckie

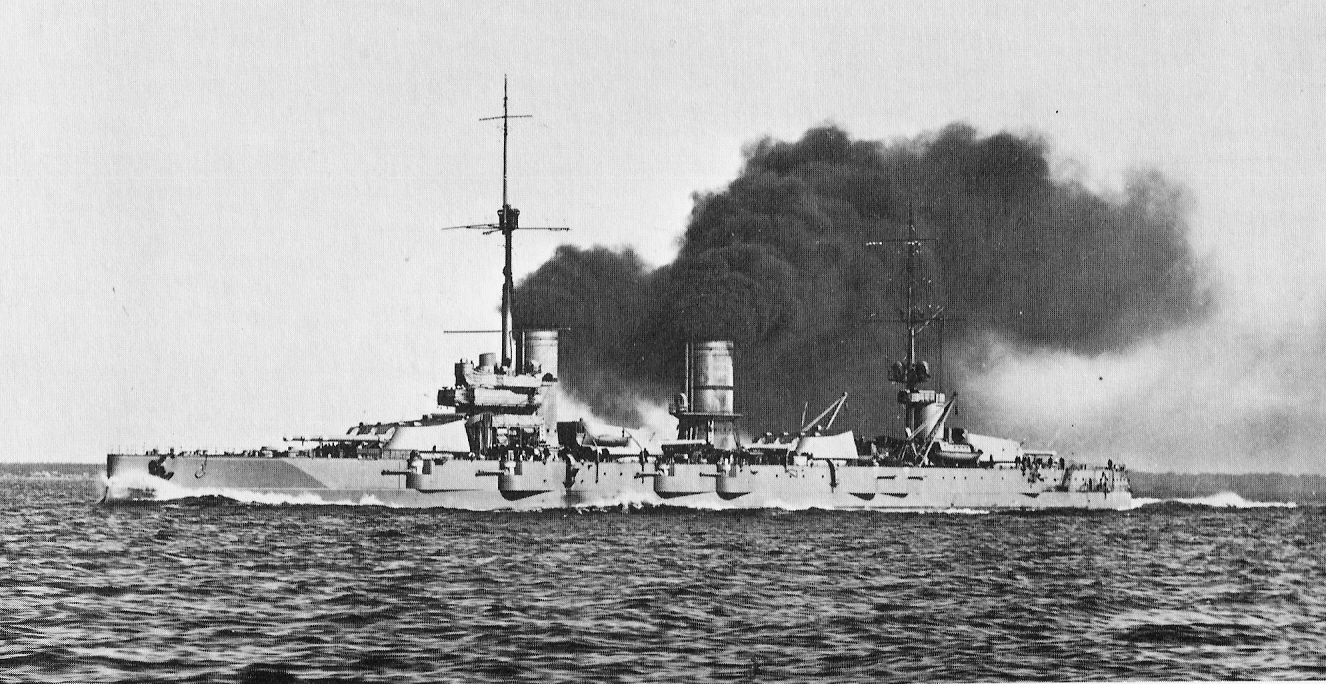
Należący do Floty Bałtyckiej drednot „Połtawa” w 1916

Na Morzu Bałtyckim głównymi stronami konfliktu były Niemcy i Rosja. Tę ostatnią wspierały brytyjskie okręty podwodne, które przepłynęły przez Kattegat, by wspierać Rosjan. Jednym z okrętów był E9 dowodzony przez Maxa Hortona. Podczas gdy niemiecka flota była większa i bardziej nowoczesna (wiele jednostek Hochseeflotte mogło być łatwo przerzuconych na Bałtyk przez Kanał Kiloński, gdy na Morzu Północnym nie toczyły się intensywne walki) Rosjanie koncentrowali się głównie na defensywie, atakując m.in. rosyjskimi i brytyjskimi okrętami podwodnymi konwoje pomiędzy Niemcami i Szwecją oraz kładąc ofensywne pola minowe.
Skupione na obronie i stosujące ofensywne minowanie obie floty miały ograniczony wpływ na losy wschodniego frontu. Niemcy głównie starali się zaatakować w rejonie Zatoki Ryskiej: pierwsza próba w 1915 była porażką, druga w 1917 zakończyła się powodzeniem, gdy zajęli wyspy w zatoce (operacja Albion) oraz uszkodzili rosyjskie okręty wycofujące się z Rygi zajętej przez Niemców.
Rewolucja październikowa i Traktat brzeski sprawiły, że do marca 1918 Bałtyk był opanowany przez Niemcy. Kaiserliche Marine przewoziła żołnierzy, którzy wspierali świeżo niepodległą Finlandię i okupowali dużą część Rosji. Działania te zostały zatrzymane tylko przez porażkę na zachodnim froncie. Rosjanie ewakuowali Flotę Bałtycką z Helsinek i Tallinna do Kronsztadu w czasie rejsu w marcu 1918.

### Morze Czarne

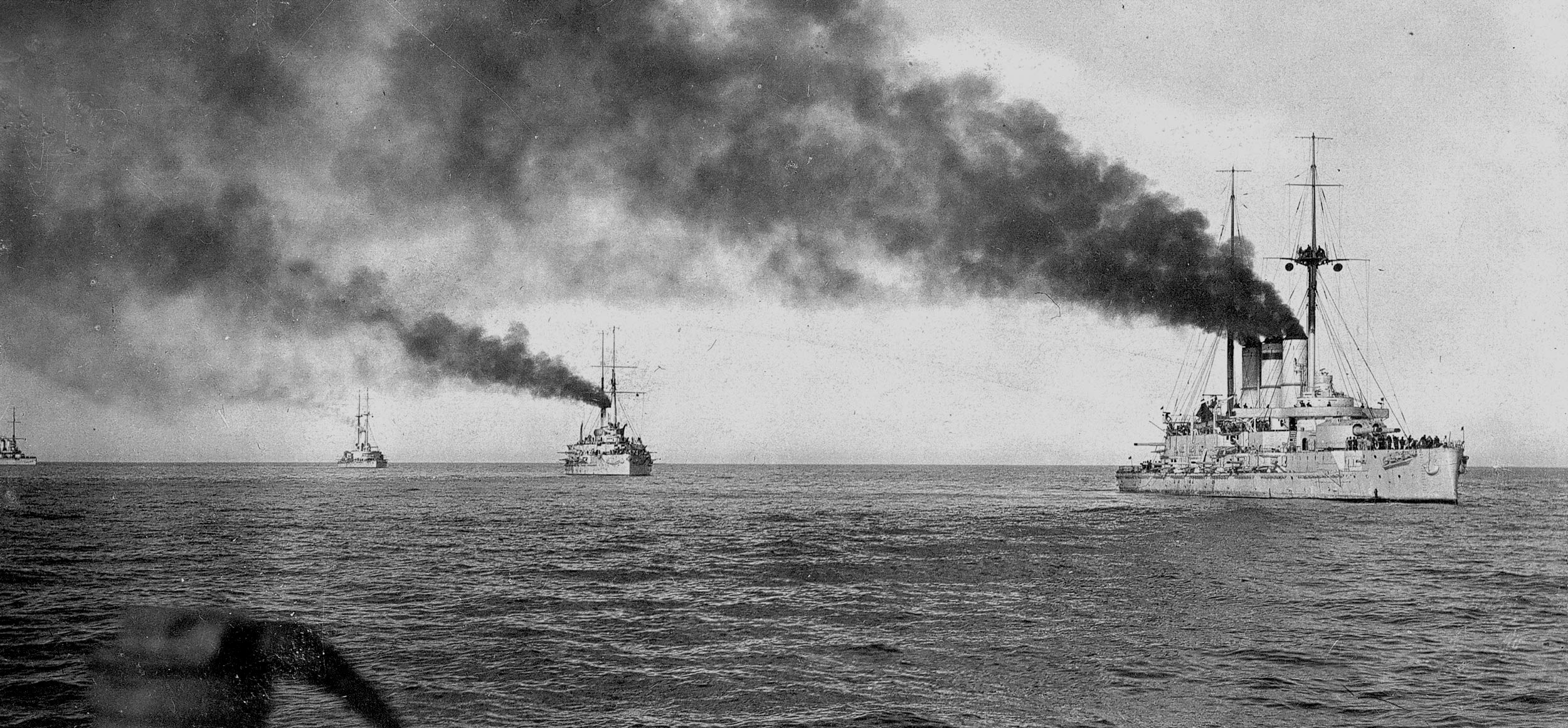
Pancerniki Floty Czarnomorskiej płynące w szyku liniowym

Morze Czarne było terenem rosyjskim i Imperium osmańskiego, ale to rosyjska Flota Czarnomorska miała przewagę. Była to silna formacja bazująca w Sewastopolu i prowadzona przez dwóch utalentowanych dowódców: admirała Eberharta i admirała Kołczaka (który przejął dowodzenie w 1916).
Wojna na Morzu Czarnym rozpoczęła się, gdy flota osmańska zbombardowała kilka rosyjskich miast w październiku 1914. Najlepszymi okrętami we flocie osmańskiej były dwie jednostki przekazane przez Niemcy: krążownik liniowy SMS „Goeben” i lekki krążownik SMS „Breslau”, oba pod dowództwem admirała Wilhelma Souchona. „Goeben” został uszkodzony w przynajmniej czterokrotnie i zwykle wycofywał się do portu przed przeważającymi siłami rosyjskimi. Do końca 1915 rosyjska flota przejęła prawie kompletną kontrolę nad morzem.
Flota czarnomorska była używana głównie do wspierania generała Nikołaja Judenicza w czasie jego kampanii kaukaskiej. Na przykład w sierpniu 1915 rosyjski okręt podwodny i dwa niszczyciele zaatakowały turecki konwój składający się z czterech transportowców osłanianych przez krążownik i dwa niszczyciele. Rosjanie zatopili wszystkie transportowce bez utraty jednostek własnych. Później, w czasie lata 1916, osmańska armia dowodzona przez Vehipa Paszę otrzymała rozkaz odbicia Trabzonu. Siły osmańskie próbowały marszu wzdłuż wybrzeża w czerwcu, ale rosyjska flota znacznie zredukowała prędkość natarcia poprzez ataki artyleryjskie na maszerujących żołnierzy i niszczenie kolumn zaopatrzeniowych. W końcu Turcy zarzucili atak i wycofali się.
Po objęciu dowództwa przez Kołczaka w sierpniu 1916 rosyjska flota zaminowała wyjścia z Bosforu, uniemożliwiając prawie wszystkim osmańskim okrętom wpływanie na Morze Czarne. Później tego roku morskie podejścia do Warny zostały także zaminowane. Dużą stratą dla Floty Czarnomorskiej było zniszczenie nowoczesnego drednota „Impieratrica Marija”, na którym 7 października 1916 nastąpiła eksplozja, rok po wejściu okrętu do służby. Zatonięcie tego okrętu nigdy nie zostało w pełni wyjaśnione, mogło być wynikiem sabotażu bądź wypadku.

## Rewolucja i wojna domowa
Rewolucja październikowa i wojna domowa zniszczyła rosyjską flotę. Jedynie Flota Bałtycka bazująca w Piotrogrodzie była w większości nienaruszona, pomimo ataków Royal Navy w 1919. Państwa zachodnie okupowały wybrzeża Pacyfiku, Morza Czarnego i Arktyki. Większość z ocalałych okrętów Floty Czarnomorskiej była pod kontrolą Piotra Wrangla i została internowana w Bizercie (Tunezja) po zakończeniu konfliktu. Rosyjscy marynarze walczyli po obu stronach wojny domowej. Marynarze Floty Bałtyckiej w czasie buntu w Kronsztadzie w 1921 sprzeciwili się twardemu traktowaniu ze strony radzieckich władz.
Ocalałe okręty stały się rdzeniem nowej Floty Czerwonej, a następnie Marynarki Wojennej ZSRR.

## Stopnie wojskowe
| Nazwa stopnia                                                          | Oznaczenie na naramienniku                                 |
| ---------------------------------------------------------------------- | ---------------------------------------------------------- |
| Korpus marynarzy                                                       |                                                            |
| матрос 2-й и 1-й статьи (marynarz 2 i 1 rangi)                         | Flota Bałtycka (1908–1917)                                 |
| Korpus podoficerów marynarki                                           |                                                            |
| квартирмейстер (kwatermistrz)                                          | Flota Bałtycka (1908–1917)                                 |
| боцманмат (bosmanmat)                                                  | Flota Bałtycka (1908–1917)                                 |
| боцман (bosman)                                                        | Flota Bałtycka (1908–1917)                                 |
| гардемарин (gardemaryn) (od 1883 roku) Старший боцман (starszy bosman) | (1904–1912)                                                |
| Korpus oficerów marynarki                                              |                                                            |
| мичман (miczman)                                                       | (1904–1909) · (1909–1917)                                  |
| лейтенант (porucznik)                                                  | (1904–1917)                                                |
| старший лейтенант (starszy porucznik)                                  | (1907–1917)                                                |
| капитан лейтенант (kapitan porucznik) (od 1884 roku, 1907-1912)        | (1907–1917)                                                |
| капитан 2 ранга (kapitan 2. rangi)                                     | (1904–1917)                                                |
| капитан 1 ранга (kapitan 1. rangi)                                     | (1904–1917)                                                |
| Korpus admirałów                                                       |                                                            |
| контр-адмирал (kontradmirał)                                           |                                                            |
| вице-адмирал (wiceadmirał)                                             |                                                            |
| адмирал (admirał)                                                      |                                                            |
| Генерал-адмирал (generalny admirał)                                    | Insygnia rangi „generalny admirał” nie zostały wprowadzone |

| Tabela porównawcza stopni oficerskich na przełomie XIX i XX wieku (polskie nazwy stopni wojskowych) |                                                               |                      |                                         |                                                     |                                          |
| Ranga | korpus morski                                                 | ogólnowojskowe*      | korpus inżynierów-mechaników (do 1905)* | korpus inżynierów budownictwa okrętowego (do 1905)* | polski odpowiednik (okres międzywojenny) |
| I | generał-admirał                                               | –                    | –                                       | –                                                   | –                                        |
| II | admirał                                                       | generał broni        | –                                       | –                                                   | –                                        |
| III | wiceadmirał                                                   | generał porucznik    | –                                       | –                                                   | wiceadmirał                              |
| IV | kontradmirał                                                  | generał major        | inspektor mechanik                      | inspektor budownictwa okrętowego                    | kontradmirał                             |
| V | –                                                             | –                    | –                                       | –                                                   | –                                        |
| VI | kapitan 1. rangi                                              | pułkownik            | flagowy inżynier mechanik               | starszy budowniczy okrętów                          | komandor                                 |
| VII | kapitan 2. rangi                                              | podpułkownik         | starszy inżynier mechanik               | młodszy budowniczy okrętów                          | komandor porucznik                       |
| VIII | kapitan-porucznik (1907-1911) starszy porucznik (od 1912)     | kapitan              | –                                       | –                                                   | komandor podporucznik                    |
| IX | porucznik (1885-1906 i od 1912) starszy porucznik (1907-1911) | kapitan sztabowy     | pomocnik starszego inżyniera mechanika  | starszy pomocnik budowniczego okrętów               | kapitan marynarki                        |
| X | miczman                                                       | porucznik (poruczyk) | młodszy inżynier mechanik               | młodszy pomocnik budowniczego okrętów               | porucznik marynarki                      |
| * W okresie 1905–1908 oficerów korpusu inżynierów-mechaników i korpusu inżynierów budownictwa okrętowego przemianowano na stopnie ogólnowojskowe, z dodatkiem „inżynier mechanik” lub „inżynier okrętowy”. Od 1912 roku oficerów korpusu inżynierów-mechaników od rangi VI w dół przemianowano według stopni korpusu morskiego, z dodatkiem „inżynier mechanik” |                                                               |                      |                                         |                                                     |                                          |